# Papremis
Papremis foi uma antiga cidade do Antigo Egito. Foi visitada por Heródoto no século V a.C., e é a partir de seus relatos é que temos algumas informações sobre a cidade.
A cidade era sede de um culto a Onúris um deus egípcio da guerra, associado a Ares. Na época tardia o festival ao deus era considerado um dos maiores do país. No festival havia luta entre dois grupos, um que impedia a entrada do deus no templo e outro que lutava ao lado do deus para este entrar ao templo. O festival era extremamente violento e os participantes a maioria das vezes saíam feridos ou mesmo mortos. Mas a maioria dos fiéis que entravam na luta de bordões, ía por vontade própria, seja para pagar alguma promessa ou ainda por puro divertimento.
Não há muita informação sobre o destino da cidade ou sua localização, mas sabe-se que situava-se na região do delta do Nilo. A cidade [carece de fontes?]  também foi palco de uma das mais importantes batalhas entre os exércitos egípcios e as forças persas de Artaxerxes I, comandadas por Aquémenes, tio de Artaxerxes, que terminou com a expulsão dos invasores, graças ao apoio dos atenienses.